# Tiszabercel, Szabolcs-Szatmár-Bereg
Tiszabercel  este un sat în districtul Ibrány, județul Szabolcs-Szatmár-Bereg, Ungaria, având o populație de 1.949 de locuitori (2011). 

## Demografie
Componența etnică a satului Tiszabercel
     Maghiari (78,15%)
     Romi (21,57%)
     Alții (0,28%)
Componența confesională a satului Tiszabercel
     Reformați (52,39%)
     Romano-catolici (17,65%)
     Greco-catolici (5,64%)
     Fără religie (3,64%)
     Necunoscută (20,42%)
     Luterani (0,26%)
     Alte religii (1,03%)
Conform recensământului din 2011, satul Tiszabercel avea 1.949 de locuitori. Din punct de vedere etnic, majoritatea locuitorilor (78,15%) erau maghiari, cu o minoritate de romi (21,57%).  Din punct de vedere confesional, majoritatea locuitorilor (52,39%) erau reformați, existând și minorități de romano-catolici (17,65%), greco-catolici (5,64%) și persoane fără religie (3,64%). Pentru 20,42% din locuitori nu este cunoscută apartenența confesională.

## Personalități născute aici
- Edith Bruck (n. 1931), scriitoare, supraviețuitoare a Holocaustului.